# Zeit zu leben, Zeit zu sterben
Zeit zu leben, Zeit zu sterben (Originaltitel: Tempo di uccidere) ist ein italienisches Filmdrama von 1989. Die Vorlage bildet der Roman Tempo di uccidere von Ennio Flaiano aus dem Jahr 1947.

## Handlung
1936 im italienisch besetzten Äthiopien: Leutnant Silvestri plagen heftige Zahnschmerzen, deshalb versucht er zum nächsten Militärlager zu kommen. Nach einer Panne mit dem Lastwagen geht er zu Fuß weiter. Im Wald erkennt er eine junge badende Frau. Er nähert sich ihr, was die Frau nach einigem Zögern zulässt. Sie verbringen dort die Nacht. Bei dem Versuch, eine herankommende Hyäne zu erschießen, wird die junge Frau von einem Querschläger getroffen. Sie stirbt und Silvestri vergräbt die Leiche unter Steinen. Beim Militärarzt wird Silvestri schließlich behandelt.
Bei einem Trinkgelage erzählt der Major, dass die weißen Turbane der Frauen auf Lepra hindeuten. Silvestri erkennt Verfärbungen an seiner Hand und gerät in Panik. Bei einem Lepra-Arzt versucht er Symptome zu erkunden, lässt sich aber nicht von ihm untersuchen. Er möchte auf ein Schiff flüchten, hat aber nicht die entsprechenden Papiere. Eine illegale Reise als blinder Passagier erscheint ihm zu teuer. Auf der Rückreise ins Camp raubt er dem Major einen großen Geldbetrag. Silvestri möchte im äthiopischen Dorf sterben, da sagt ihm der Eingeborene Joannes, dass die junge Frau Mariam nicht krank gewesen sei. Silvestri gibt zu, dass er sie erschossen hatte. Am Ende des Krieges kann Silvestri gesund in seine Heimat zurückkehren.

## Kritik
„Symbolhaft aufgeladenes Schuld-und-Sühne-Drama des italienischen Regisseurs Giuliano Montaldo (‚Die im Dreck krepieren‘) nach einem Roman von Ennio Flaiano. Als Besetzungscoup darf Nicholas Cage in der Hauptrolle gewertet werden, der nach Achtungserfolgen mit ‚Peggy Sue hat geheiratet‘ und ‚Mondsüchtig‘ kurz vor seinem großen Durchbruch mit David Lynchs ‚Wild at Heart‘ stand. Hier verkörpert er den von Schuldgefühlen geplagten Soldaten Enrico, der nach Vergebung für seine Sünden sucht – und diese auch bekommt. Weniger etwas für Freunde harter Kriegsaction.“